# Boulevard Lundy
 (novembre 2019).
Si vous disposez d'ouvrages ou d'articles de référence ou si vous connaissez des sites web de qualité traitant du thème abordé ici, merci de compléter l'article en donnant les références utiles à sa vérifiabilité et en les liant à la section « Notes et références ».
Le boulevard Lundy est un boulevard situé à Reims.

## Origine du nom
Le nom du boulevard vient de Jean-Pierre Lundy né à Reims le 18 octobre 1809, mort à Paris au 74 du boulevard Haussmann, le 27 décembre 1886,. Jean-Pierre Lundy était un négociant en tissus,, il contribua par un legs important à la construction, en 1890, d'une maison de convalescence située rue de Sébastopol et de crèches. Il fit don de sa collection de tableaux, une centaine d'œuvres dont quelques Corot, au musée des beaux-arts de Reims. Il reposait avec son frère Jules et leurs deux domestiques au cimetière de Passy. Leur caveau fut repris par la Ville de Paris, en 1997, pour état d’abandon.

## Historique

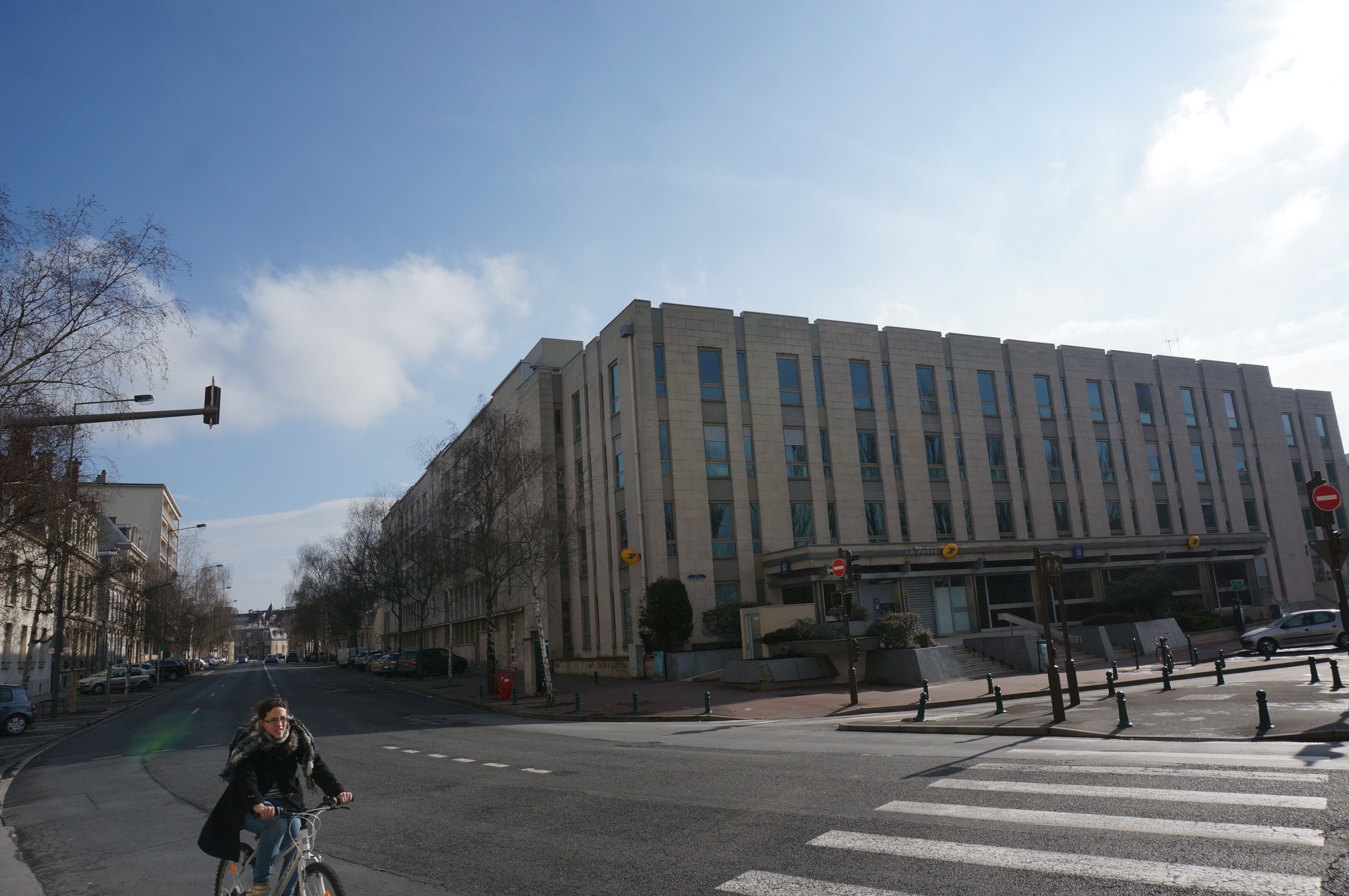
Le boulevard passant à côté de la Poste Boulingrin.

On peut y voir les hôtels particuliers des principaux négociants en vins de Champagne et en laine, des propriétaires de manufactures de tissus mais également de dirigeants du "succursalisme" rémois (magasins à succursales multiples : les Comptoirs Français, les Docks Rémois). Le boulevard Lundy a été aménagé dans la deuxième moitié du XIXe siècle lorsque les anciens remparts médiévaux ont été démolis.
Ces hôtels particuliers datent en grande majorité des années 1875 à 1900 environ. La grande majorité de ces hôtels particuliers est de style néo-classique. Autrefois boulevard du Temple car le boulevard prenait sur le terrain de la commanderie du Temple de Reims. Le nom actuel a été donné en 1887 c'était avant le boulevard du Temple.

## Bâtiments remarquables et lieux de mémoire
- Hôtel Godbert

N°2 : Hôtel particulier situé au n° 2 du boulevard Lundy, construit en 1875 pour le compte du manufacturier de tissus Rose-Croix Godbert et son épouse Louise Deverly. On trouve d'ailleurs le monogramme « GD » (pour Godbert-Deverly) gravé sur le linteau d'une fenêtre du premier étage.
N°4 : croix en hommage à saint Crépin.
- Hôtel Lüling

N°6 : hôtel construit pour Albert Lorin, des Galeries-Rémoises.
N°14 : Hôtel particulier situé au 14 boulevard Lundy et construit en 1863 pour le négociant en vins de champagne Auguste Lüling, associé de la Maison Heidsieck & Cie.
- Hôtel Mignot

N°17 : L'hôtel Mignot situé au n° 17 boulevard Lundy a été construit en 1911 par l’architecte F.-A. Bocage pour le propriétaire des Comptoirs français (magasins à succursales multiples) Édouard Mignot (1867-1949). Une plaque est apposée sur la façade, il y est gravé : « Dwight D. Eisenhower généralissime des armées alliées a résidé dans cette maison du 20 février 1945 au 25 mai 1945. La Ville de Reims à son illustre citoyen d'honneur. 8 mai 1955 »
- Hôtel Werlé, dit Roederer

N°23 : Hôtel particulier de style Louis XVI construit par l'architecte Alphonse Gosset vers 1867, sur commande du comte Alfred Werlé de Montebello. Il est situé au n° 23 du boulevard Lundy.
- Hôtel Pigeon

N°24 : L'hôtel Pigeon a été construit en 1913 par l’architecte Émile Dufay-Lamy pour l’administrateur des Docks rémois (magasins à succursales multiples) Paul Pigeon (1862-1920). Il est situé au 24 boulevard Lundy.
- Hôtel Gabreau

N°26 : Hôtel particulier situé au 26 boulevard Lundy construit en 1888 par l'architecte Édouard Lamy pour le manufacturier Georges Gabreau et son épouse Marie Juliette Poincenet.
- Hôtel de Brimont

N°34 : Hôtel particulier construit par l'architecte Paul Blondel en 1897 pour le vicomte André Ruinart de Brimont, vice-président de la maison de champagne Ruinart. Il est situé au n° 34 du boulevard Lundy.
- n°36, hôtel Krug
- Hôtel François

N°66-68 : Hôtel particulier construit par l’architecte Émile Dufay-Lamy de 1908 à 1914, à la demande de l’administrateur des Docks rémois (chaîne de magasins à succursales multiples) Albert François (1860-1930). Il est situé au 66-68 boulevard Lundy.
- Hôtel Henry-Louis Walbaum-Heidsieck

L'hôtel Henry-Louis Walbaum-Heidsieck est un hôtel particulier, situé dans le quartier du Boulevard Lundy à Reims, dont les plans furent élaborés par l'architecte Alphonse Gosset à la demande d'Henry-Louis Walbaum-Heidsieck. Après la guerre de 1870, l'architecte Alphonse Gosset travaille pour de riches clients, pour lesquels il réalise de nombreux hôtels particuliers et châteaux à Reims et dans la région Champagne Ardenne, dont l'hôtel particulier Henri Louis Walbaum (1874 - 1875).
- Temple protestant de Reims

- Galerie Henry Vasnier

Henry Vasnier (1832-1907) négociant en vin associé de la Maison Veuve Pommery, fils et Cie et grand collectionneur de la fin du XIXe siècle, emménage en 1890 dans un grand hôtel particulier au 72 boulevard Lundy où il installe sa galerie de peinture. A sa mort en 1907, il lègue par testament à la ville sa collection qui est aujourd'hui présentée au musée des Beaux-Arts de Reims.  

### En quelques images

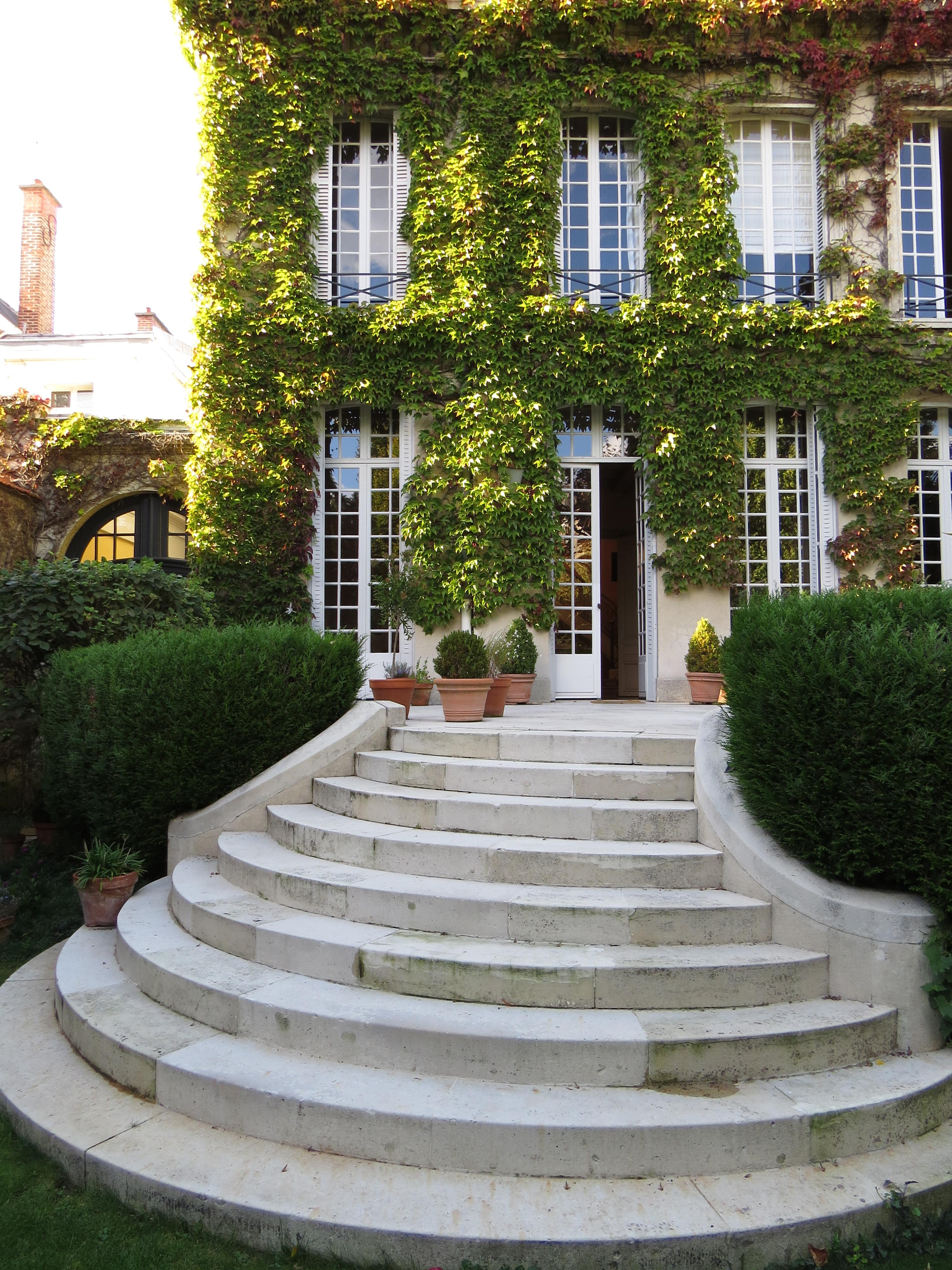
Vue extérieure de l'hôtel particulier Henry-Louis Walbaum-Heidsieck Reims.
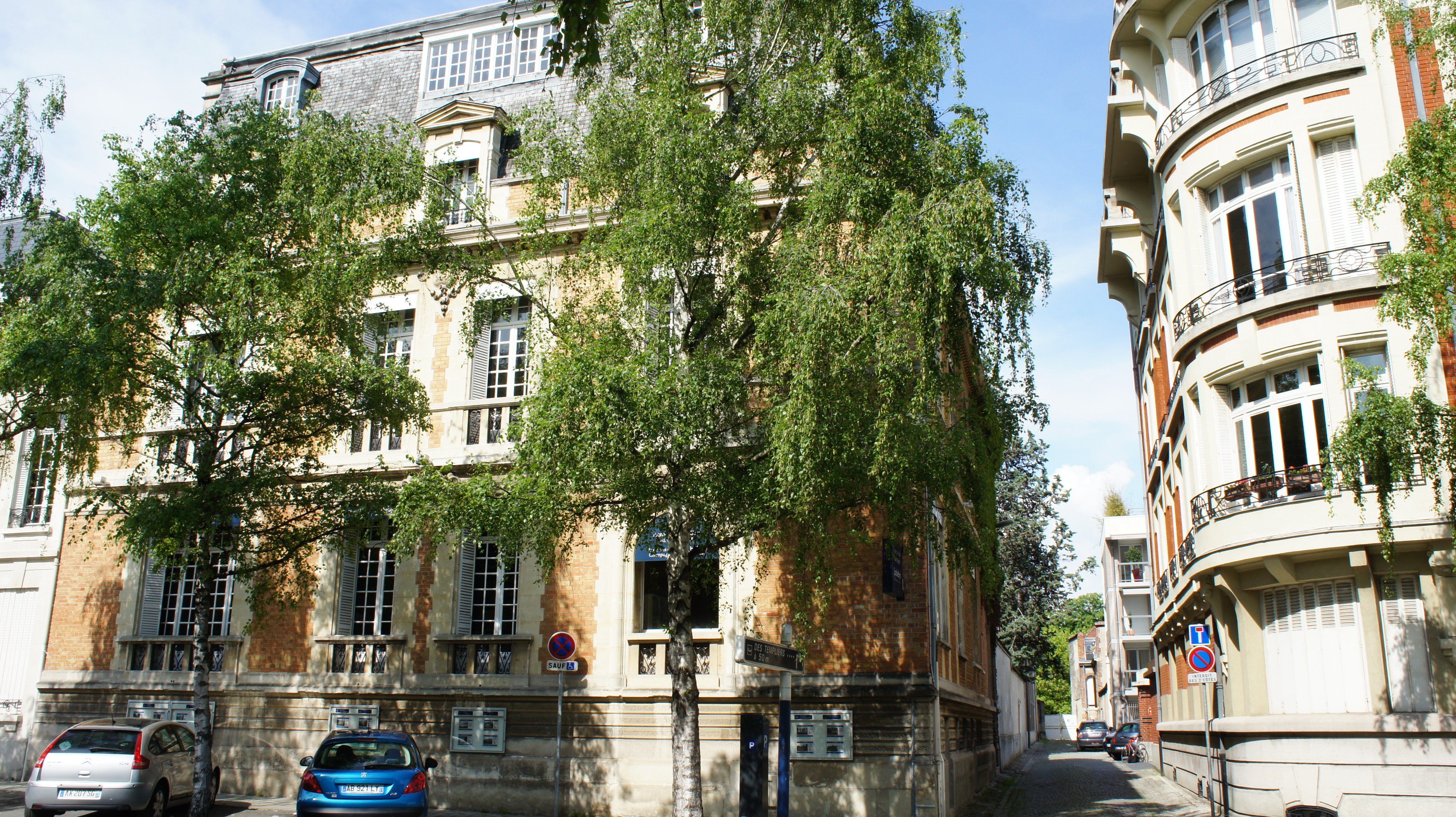
Hôtel 1 impasse Lundy.
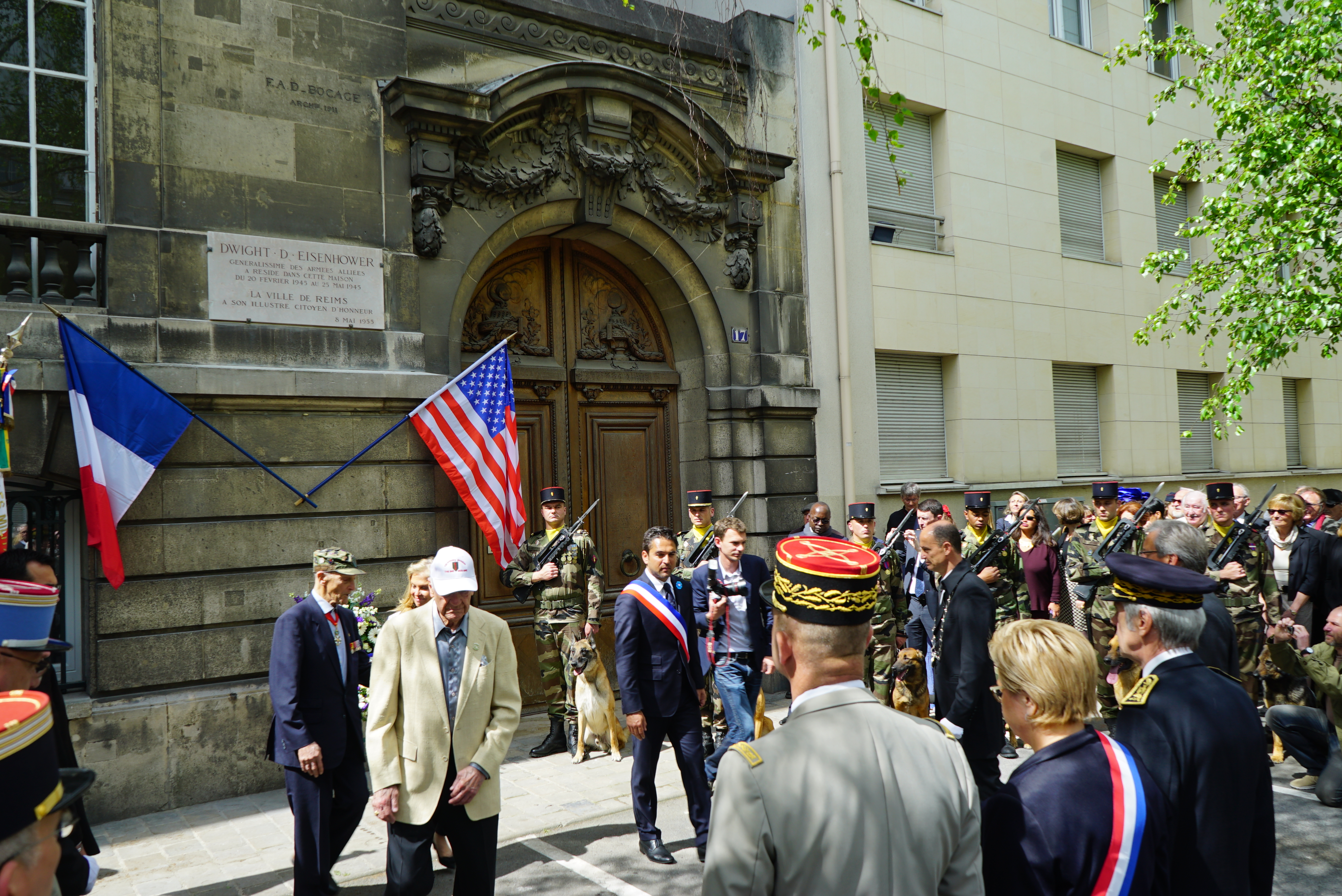
Ici vécut Eisenhower en 1945, célébration du 70e anniversaire de la Libération.
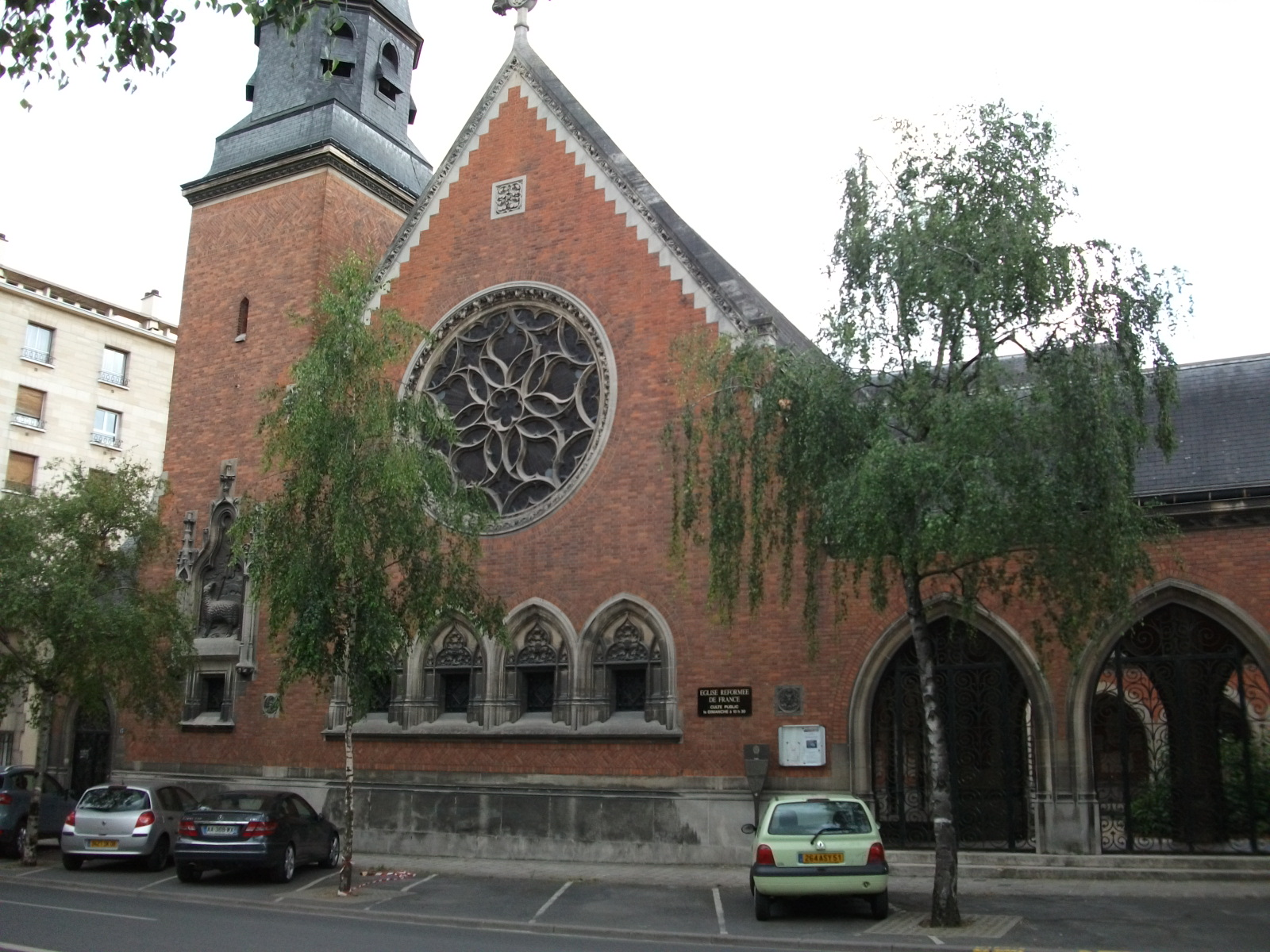
Façade du Temple protestant.
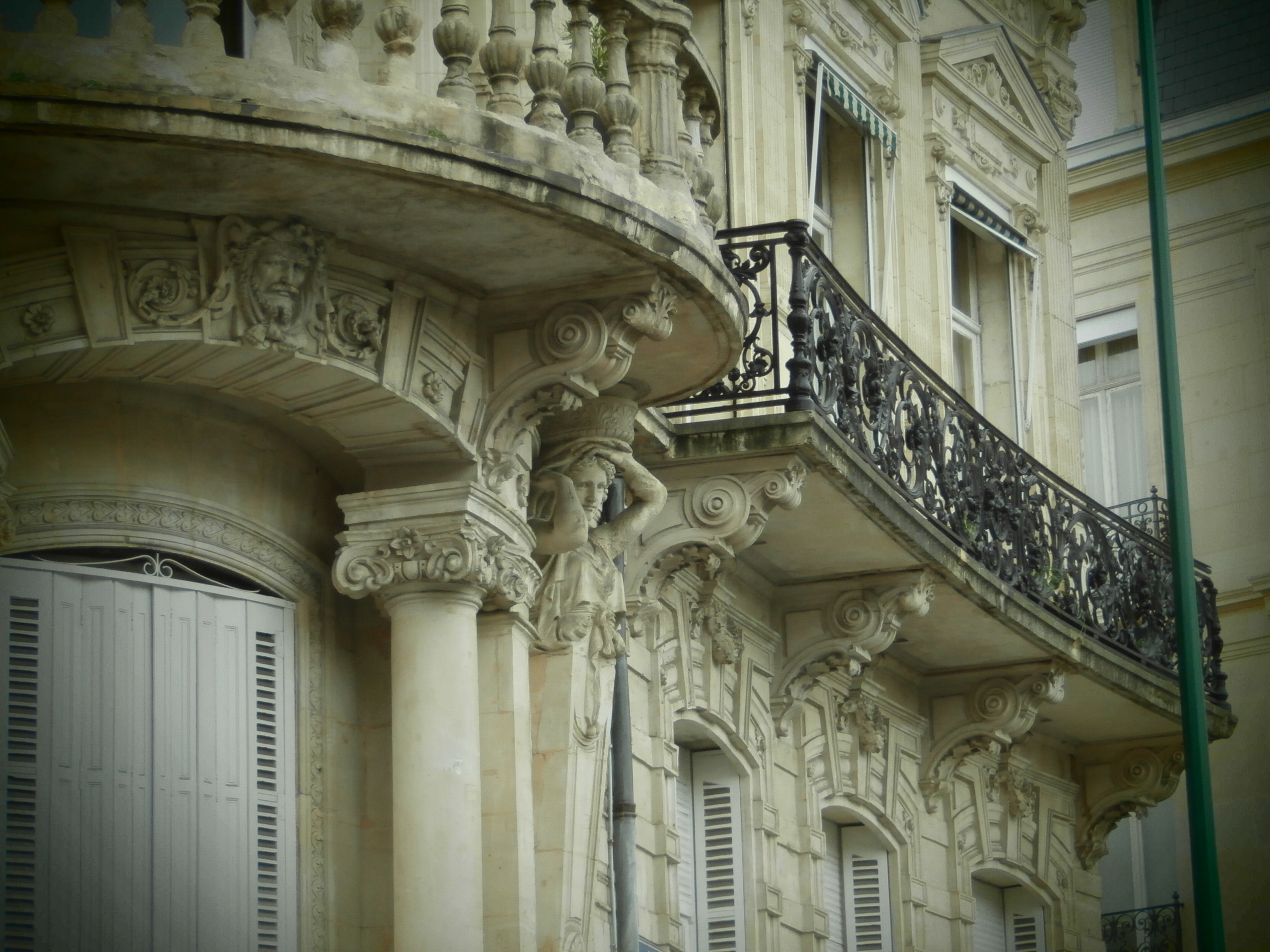
Reims Hôtel Godbert-Deverly.
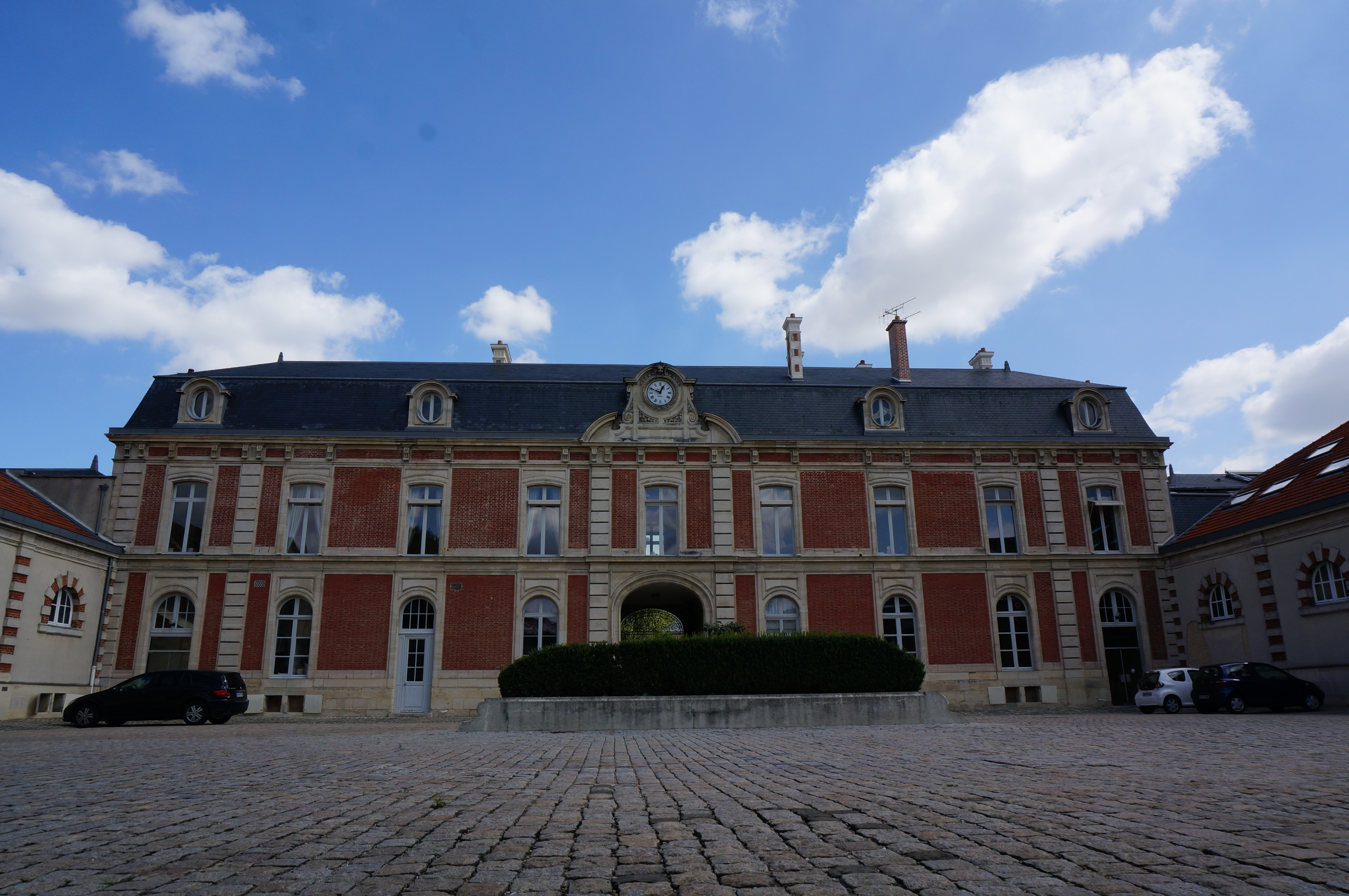
Hôtel Roederer 21 boulevard Lundy.
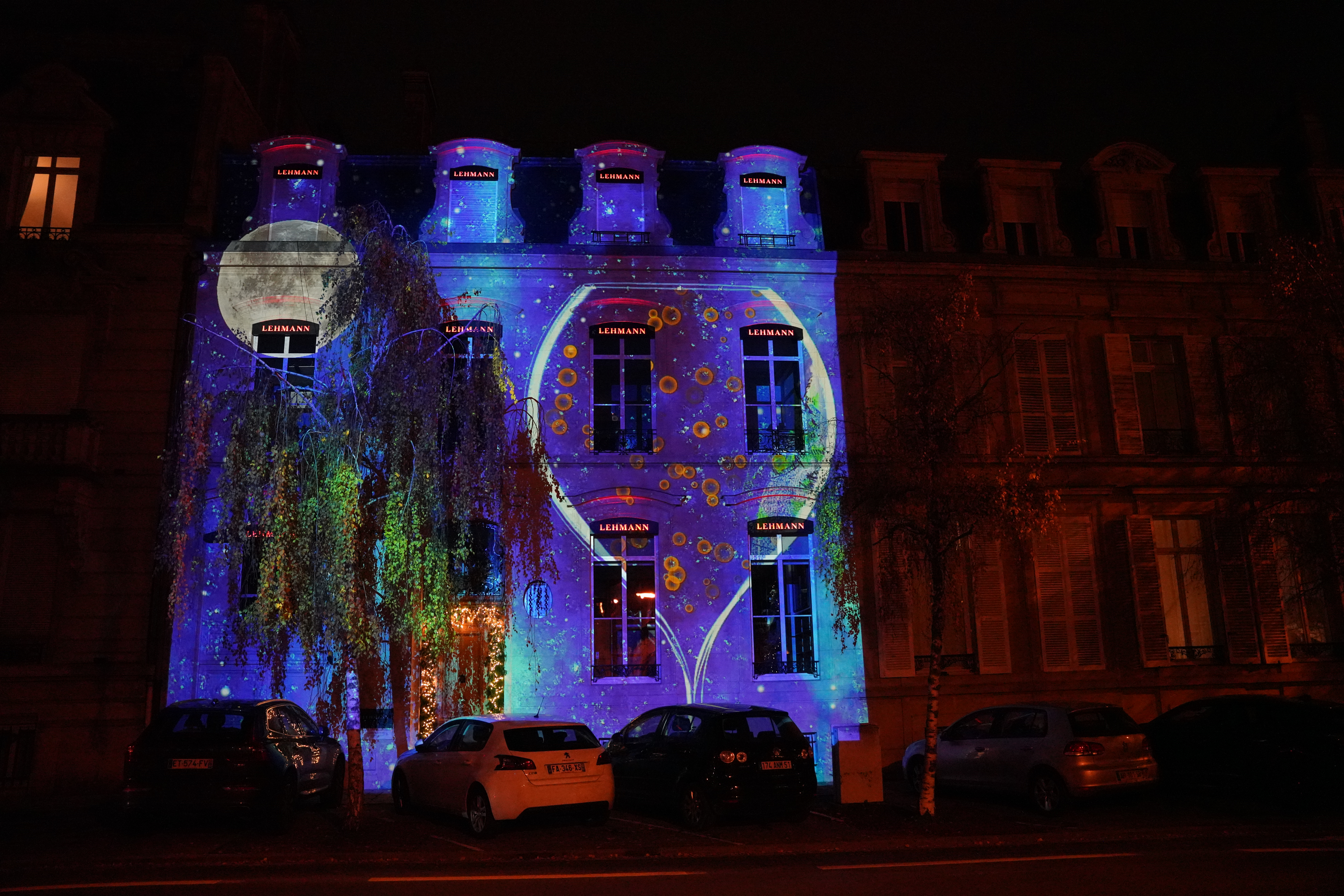
Décoration de Noël.